# Поле битви (роман)
«Поле битви» (англ. Battle Ground) — книга Джима Бучера в жанрі наукової фантастики та фентезі, що вийшла   29 вересня 2020 року. Вона розповідає про пригоди професійного чарівника Гаррі Дрездена, єдиного професійного чарівника сучасного Чикаго. Це сімнадцята книга із серії «Файли Дрездена»

## Короткий опис сюжету
Після того, як Титан Етніу оголосив війну проти людства, Гаррі Дрезден повертається з Демонрич зі своєю коханою Каррін Мерфі та тимчасовими союзниками Ларою Рейт і Фрейдісом Гардом, коли на їхній корабель нападає кракен, якого їм вдається вбити за допомогою Моллі Карпентер, перш ніж дістатися до Чикаго. Гаррі та Мерфі поспішають попередити своїх місцевих друзів у Паранеті про майбутню війну, і Гаррі доручає Мерфі тримати групу подалі від неприємностей, поки він зустрічається з рештою Соборних Націй, включаючи Джона Марконе, які готові захищати місто від Титану та його армії Фомор.
Коли скаути Фомор атакують, Гаррі виходить, щоб відбити їх за підтримки сасквоч Рівер Шолдерс. Разом із кількома Стражами та Слухаючим-Вітер Гаррі досягає кладовища Грейсленд, де вони знаходять Дракулу та кількох вампірів Чорного Двору, серед яких Мавра, які намагаються здійснити некромантичний ритуал, і вони вступають у бійку. Поки вампіри йдуть, вони роблять це за власним бажанням, убивши наглядачів Йошіно та Дикого Білла та відправивши Чендлера кудись невідомо. Фомори атакують Гаррі, але його рятує поява Лицарів Хреста та Мерфі.
Знайшовши притулок у будівлі, група зустрічається з Ебенезером Маккоєм і декількома Ейнхерджарами, коли Етніу вступає в бій і використовує Око Балора, щоб знищити будівлю. Кілька Йотун атакують, і Ейнхерджари борються з ними, вбиваючи багатьох з них ціною власного життя, коли група відступає до Хмарних воріт, де Маб збирає свої сили та діє як приманка для Етніу для нападу. Гаррі веде групу фей до сусіднього дитячого садка, щоб допомогти евакуювати людей усередині, серед яких агент внутрішніх справ Рудольф. Фомор і Йотун атакують дитячий садок, причому один із Йотунів протистоїть Гаррі, доки Мерфі не використовує базуку, щоб убити його. Рудольф впадає в істерику і випадково вбиває Мерфі; Гаррі мало не вбиває його з помсти, але Саня і Баттерс вчасно зупиняють його.
Повернувшись до Біна, Фомори починають атакувати як армія, з Гаррі, який бореться та веде у бій групи Фейрі та звичайних жителів Чикаго, зазнаючи сотень смертей, завдаючи значних втрат атакуючим Фоморам, доки не прибуває Етніу. Гаррі приєднується до Королеви Маб і допомагає в боротьбі з Титаном, тоді як Моллі та Марконе приводять підкріплення, а кілька могутніх осіб продовжують битися проти Етніу, щоб послабити її. Ларі вдається вдарити Етніу в потилицю, в результаті чого вона втрачає Око Балора, яке Марконе хапає та несе до озера, а Гаррі йде за ним, щоб виконати свою частину плану. Етніу слідує і ледь не вбиває Марконе (який, як виявилося, був денарцем з часів подій роману «Маленька послуга», але Гаррі вдається зловити її в пастку і перемогти в битві волі, ув'язнивши Титана в Демонрич. Фомори відступають після поразки Етніу.
Коли спокій починає повертатися, Гудмен Грей приводить Джастін (кохану Томаса), яка просить дозволити їй побачитися з Томасом. Гаррі відводить її до Водяного Жука, але, намагаючись відпочити, розуміє, що Томас намагався попередити його, що саме Джастін змусила його напасти на Етрі; коли Гаррі стикається з нею, вона розповідає, що нею одержима Немезида, яка хотіла отримати доступ до Демонрич, щоб звільнити всіх в'язнів острова. Гаррі вистрибує з корабля і дозволяє Демонрич атакувати його, не даючи Немезиді досягти своєї цілі, але йому вдається втекти, забираючи Джастіну.
Проводяться поминки за загиблими в бою. Карлос Рамірес каже Гаррі, що Біла Рада постановила виключити його і що йому більше не дозволяється діяти як чарівник, але він відповідає, що продовжуватиме діяти як захисник Чикаго, незалежно від того, що скажуть інші. Пізніше він зриває зустріч Об'єднаних Націй, заявивши, що вони винні людям Чикаго компенсацію за те, як надприродна війна вплинула на їхні життя, і домігся того, щоб Марконе віддав йому замок Товариства кращого майбутнього, оскільки він був побудований за руїни колишньої квартири Гаррі; Гаррі планує використовувати його як фортецю для себе та своїх союзників. Меб оголошує, що Гаррі та Лара одружаться через рік, щоб зміцнити альянс між Зимовим Двором і Білим Двором, і змушує Моллі наглядати за підготовкою.

## Сприйняття, рецензії
Publishers Weekly писав, що «цим міським фентезі-блокбастером Бучер швидко окупається кульмінація з «Мирних перемовин», пускаючи чарівника Гаррі Дрездена та місто Чикаго в безперешкодну битву».